# Cầu dầm

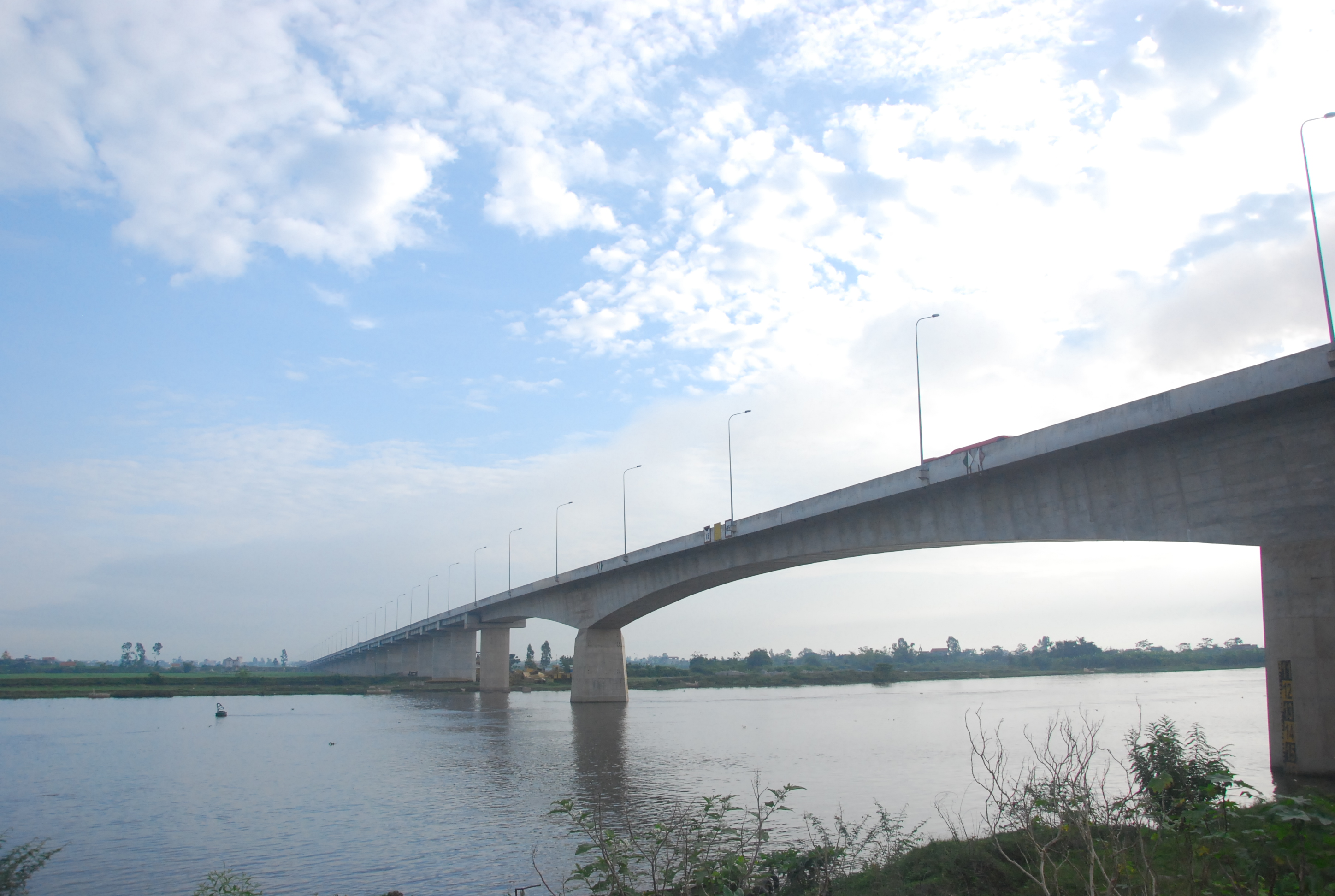
Một cây cầu dầm tại Việt Nam

Cầu dầm là loại cầu đơn giản, dễ nhất trong việc xây dựng. Mặt cầu bằng phẳng, được nối dài, thường luôn có phương nằm ngang, cùng độ cao kéo dài sang bên đầu kia. Chân cầu được đúc bê tông cứng, dầm vào đất, đáy sông. Cầu dầm thường được làm bằng bê tông cốt thép như các loại cầu khác, hoặc từ ''cầu dầm'' còn có nghĩa dùng cho những loại cầu thô sơ hơn làm bằng gỗ, tre nứa,... Cầu thường sử dụng nhiều chân cầu để chống đỡ. Những cây cầu to có khả năng cho phép nhiều loại phương tiện lớn như xe tải, xe công ten nơ chạy qua, cầu còn dùng cho đường sắt. Loại cầu này thường được sử dụng cho nhiều mục đích, làm cầu vượt cạn hoặc cầu cạn nối dài, cầu bắc qua sông lớn.